# Dr. Arend Oetker Holding GmbH & Co
 (mars 2013).
Pour les articles homonymes, voir Oetker.
La société Dr. Arend Oetker Holding GmbH & Co est une entreprise d'origine allemande qui s'est développée à l'international. Elle est active dans l'industrie alimentaire et diverses autres branches. 
Il ne faut pas confondre cette entreprise avec la société Dr. August Oetker (Dr. Oetker). En effet, après la Seconde Guerre mondiale, les héritiers de Dr. August Oetker se sont séparés, une branche a fondé la Dr. Arend Oetker Holding GmbH & Co et l'autre a conservé la Dr. August Oetker (Dr. Oetker).

## Activités
Dr. Arend Oetker Holding GmbH & Co est une holding, qui possède plusieurs sociétés dans l'industrie alimentaire dont Hero.
La société est dirigée par Arend Oetker.